# Sovra
Sovra (Duits: Zaier bei Sairach) is een plaats in Slovenië en maakt deel uit van de gemeente Žiri in de NUTS-3-regio Gorenjska. De plaats telde 13 inwoners op 1 januari 2020.

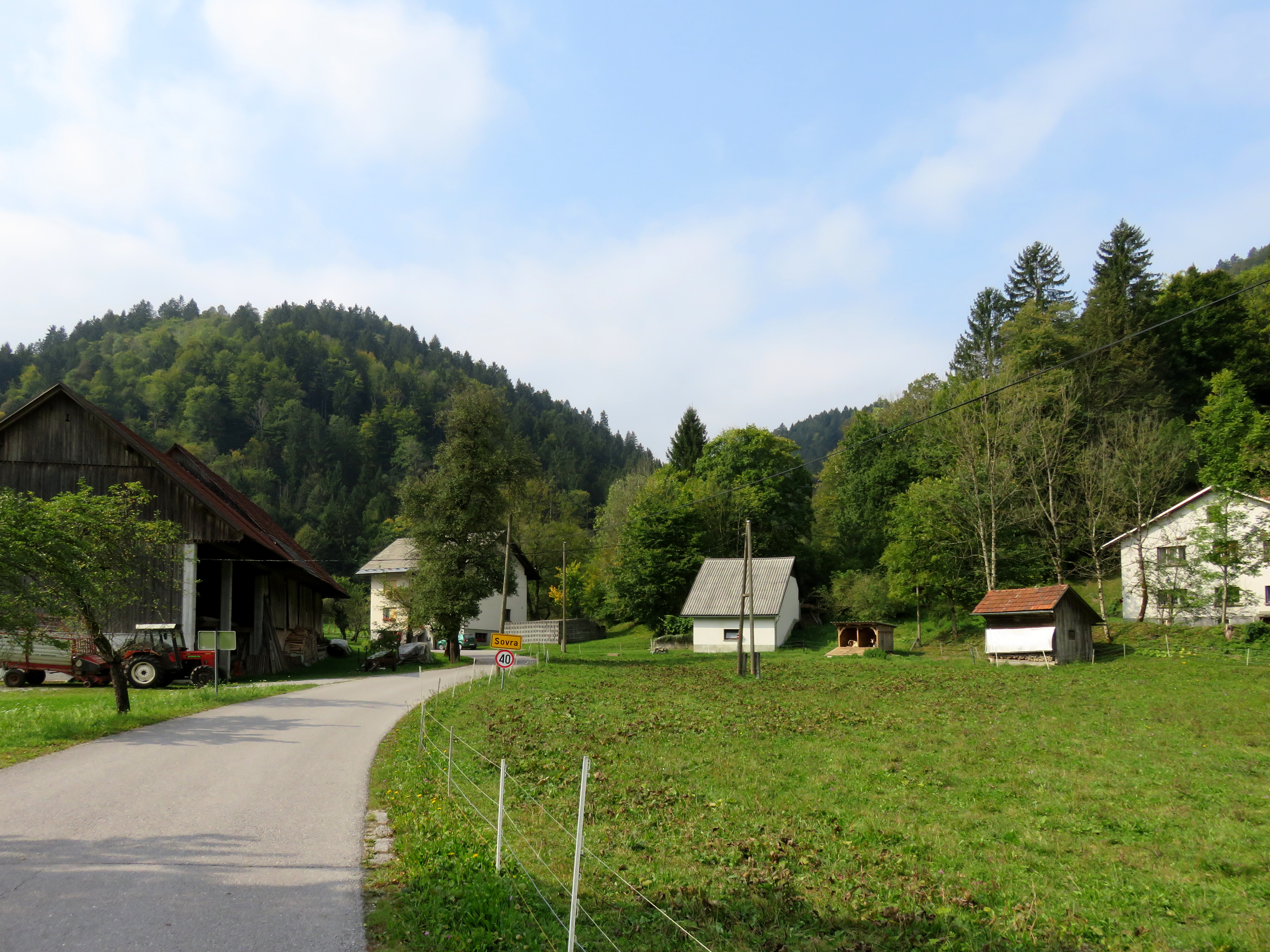
Dorpsaanzicht